# Éon (filosofia)
A palavra éon /ˈiːɒn/, também grafada como eon (em inglês americano e inglês australiano), originalmente significava "vida", "força vital" ou "ser", "geração" ou "um período de tempo", embora fosse frequentemente traduzida como "era" no sentido de "eras", "para sempre", "atemporal" ou " eternidade". É uma transliteração do latim da palavra grega antiga ὁ αἰών (ho aion), do arcaico αἰϝών (aiwon) significando "século". Em grego, refere-se literalmente ao período de cem anos. Uma palavra cognata latina, aevum ou aeuum (cf. αἰϝών), para "idade" está presente em palavras como longevidade e medieval.
Embora o termo éon possa ser usado em referência a um período de um bilhão de anos (especialmente em geologia, cosmologia e astronomia), seu uso mais comum é para qualquer período longo e indefinido. éon também pode se referir aos quatro éons na escala de tempo geológico que compõem a história da Terra, o Hadeano, Arqueano, Proterozoico e o éon atual, Fanerozoico.

## Astronomia e cosmologia
Em astronomia, um éon é definido como um bilhão de anos (109 anos, abreviado AE).
Roger Penrose usa a palavra éon para descrever o período entre Big Bangs sucessivos e cíclicos no contexto da cosmologia cíclica conformal.

## Filosofia e misticismo
No Budismo, um "éon" ou mahakalpa (sânscrito: महाकल्प) é frequentemente dito ter 1.334.240.000 anos, o ciclo de vida do mundo.
A ideia do Cristianismo de "vida eterna" vem da palavra para vida, zōḗ (ζωή), e uma forma de aión (αἰών), que poderia significar vida no próximo éon, o Reino de Deus, ou Céu, tanto quanto imortalidade, como em João 3:16.
De acordo com o universalismo cristão, os escritos do Novo Testamento Grego usam a palavra aión (αἰών) para significar um longo período e a palavra aiṓnion (αἰώνιον) para significar "durante um longo período"; assim, houve um tempo antes dos éons, e o período éonico é finito. Após o fim da vida mortal de cada pessoa, eles são julgados dignos de vida éonica ou punição éonica. Ou seja, após o período dos éons, todo castigo cessará, a morte é superada e então Deus se torna tudo em cada um (Coríntios 15:28). Isso contrasta com a crença cristã convencional em vida eterna e punição eterna.
Os ocultistas das tradições Thelema e Ordo Templi Orientis (em inglês: "Ordem do Templo do Oriente") às vezes falam de um "éon mágico" que pode durar talvez tão pouco quanto 2.000 anos.

### Gnosticismo
Em muitos sistemas gnósticos, as várias emanções de Deus, que também é conhecido por nomes como o Um, a Mônada, Aion teleos ("O Éon Mais Amplo", em grego: αἰών τέλεος), Bythos ("profundidade ou profundidade", em grego: βυθός), Proarkhe ("antes do começo", em grego: προαρχή), Arkhe ("o começo", em grego: ἀρχή), Sophia ("sabedoria"), e Christos ("o Ungido"), são chamadas de Éons. Nos diferentes sistemas, essas emanações são nomeadas, classificadas e descritas de maneira diferente, mas a teoria da emanação é comum a todas as formas de Gnosticismo.
Na Gnose Basilidiana, elas são chamadas de filiações (υἱότητες huiotetes; singular: υἱότης huiotes); segundo Marcus, fundador da seita gnóstica Marcosiana em Lyoon, França, são números e sons; no Valentinianismo formam pares masculinos/femininos chamados "syzygies" (grego συζυγίαι, de σύζυγοι syzygoi).